# HD 29587
HD 29587 är en dubbelstjärna belägen i den mellersta delen av stjärnbilden Perseus. Den har en skenbar magnitud av ca 7,29 och kräver åtminstone en stark handkikare för att kunna observeras. Baserat på parallax enligt Gaia Data Release 2 på ca 36,3 mas, beräknas den befinna sig på ett avstånd på ca 90 ljusår (ca 28 parsek) från solen. Den rör sig bort från solen med en heliocentrisk radialhastighet på ca 113 km/s och är en hypersnabb halo som rör sig med en hastighet av 170 km/s relativt den lokala standarden av vila.

## Egenskaper
Primärstjärnan HD 29587 A är en åldrande, solliknande gul till vit stjärna i huvudserien av spektralklass G2 V. Den har en massa som är ca 0,8 solmassor och har ca 0,8 gånger solens utstrålning av energi från dess fotosfär vid en effektiv temperatur av ca 5 700 K.

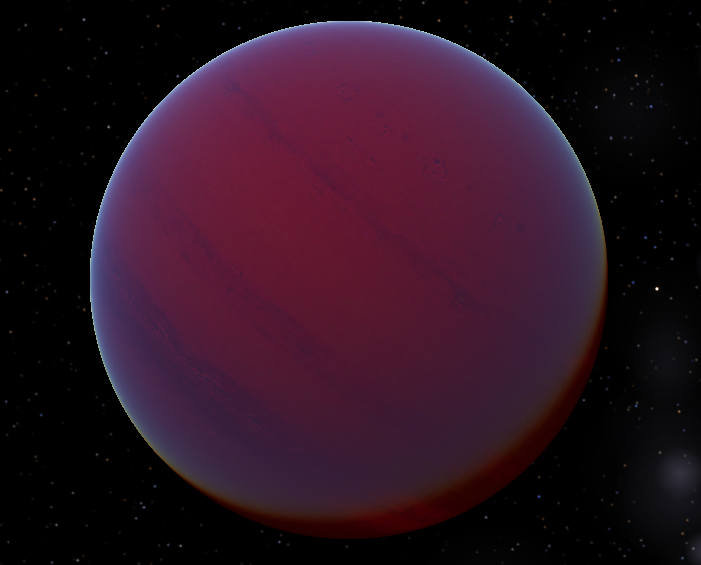
En konstnärs idé om en brun dvärg HD 29587 b.

Enligt tidigare IAU-standard för radiell hastighet, visade sig denna stjärna ha en variabel radiell hastighet på grund av en misstänkt omkretsande följeslagare. Värdet på a sin i för det osynliga objektet är 0,0957 ± 0,0108 AE (14,31 ± 1,62 Gm), där a är en halv storaxel och i är banlutning, som ger en lägre gräns för halv storaxeln. Följeslagaren har troligen en massa i intervallet 41,0–97,8  MJ, vilket gör den till en trolig brun dvärg.
| Planet | Massa           | Halv storaxel (AE) | Siderisk omloppstid (d) | Excentricitet | Inklination | Radie |
| ------ | --------------- | ------------------ | ----------------------- | ------------- | ----------- | ----- |
| b      | ≥0,78 ± 0,03 MJ | 0,0957 ± 0,0108    | 1 474,9 ± 10,2          | 0,356 ± 0,095 | -           | -     |